# Manapouri
Manapōuri – drugie najgłębsze jezioro Oceanii w Nowej Zelandii, które jest położone na południowym krańcu Wyspy Południowej, w parku narodowym Fiordland. Jezioro to ma powierzchnię 142 km², a jego głębokość dochodzi do 444 m.

## Elektrownia
W 1964 roku na brzegu jeziora rozpoczęto budowę elektrowni Manapōuri. Ponieważ wykorzystuje ona 178-metrową różnicę wysokości między jeziorem, a morzem w Deep Cove wykopano 10-kilometrowy tunel którym woda jest odprowadzana ze elektrowni do Deep Cove w Doubtful Soundove. Rozpoczęła ona pracę we wrześniu 1969 roku. Całość została ukończona w 1972 roku. W 1998 roku rozpoczęto prace nad drugim tunelem i ukończono go w 2002 roku.

## Save Manapōuri
Ogłoszenie 1959 roku planów podniesienia poziomu jeziora o 30 metrów spowodowało protesty i kampanię Save Manapōuri. W 1970 roku petycję w obronie jeziora podpisało 10 milionów Nowozelandczyków. W 1971 komisja parlamentarna zleciła utrzymanie istniejącego poziomu jeziora. Kampania pośrednio doprowadziła do wygrania w 1972 roku wyborów przez Partię Pracy (New Zealand Labour Party), która obiecała zachowanie jeziora w niezmienionym stanie. Premier Norman Kirk wyznaczył 6 strażników, którzy mieli nadzorować zarządzanie jeziorem. Uznaje się, że kampania w obronie jeziora była początkiem przebudzenia świadomości ekologicznej w Nowej Zelandii.  

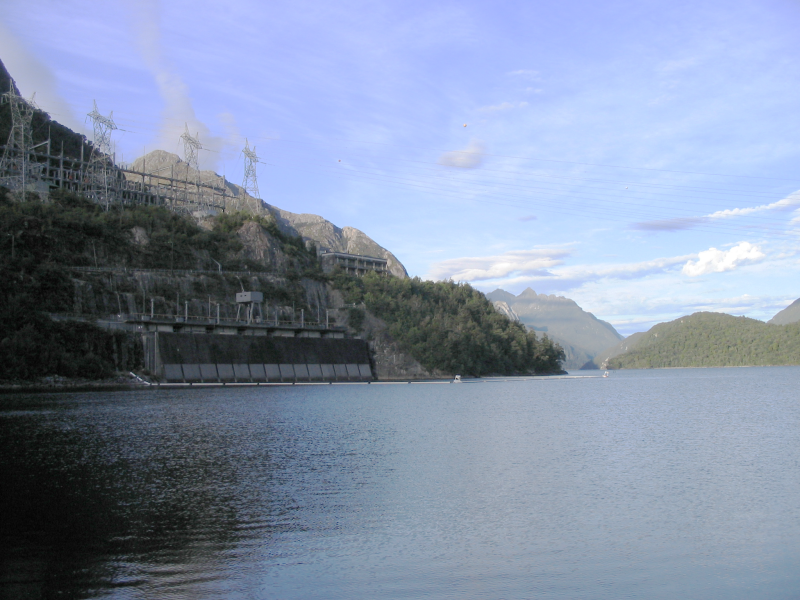
Elektrownia Manapouri